# Sutter’s Mill
Sutter’s Mill (engl. verkürzt von Sutter’s sawmill für Sutters Sägemühle) war ein Sägewerk nahe Coloma am American River in Kalifornien. Am 24. Januar 1848 fand dort der Zimmermann James W. Marshall mehrere Goldkörner. Der Fund löste den kalifornischen Goldrausch von 1848 aus.

## Geschichte

### Vor dem Goldfund
Johann August Sutter hatte für seine Kolonie Neu-Helvetien einen großen Bedarf an Bauholz. Bereits ab 1840 plante er den Bau von Korn- und Sägemühlen, wozu er aber Handwerker benötigte. Am 27. August 1847 ging er eine Partnerschaft mit dem Zimmermann James W. Marshall ein. Sutter sollte das Material organisieren und Marshall den Bau und späteren Betrieb der Sägemühle leiten. Marshall hatte von Sutter's Fort aus die weitere Umgebung erkundet. Große Bestände an Zucker-Kiefern und die Wasserkraft des South Fork American River veranlassten James W. Marshall den Standort nahe dem Dorf Ko-lo-ma der Nisenan-Indianer vorzuschlagen. Er hatte die Gegend im Mai und Juli erkundet, aber Mitte August auch noch Gebiete am Feather River nach Standorten abgesucht.
Sutter stimmte dem – entgegen den Warnungen seines Verwalters John Bidwell – zu. Der Bauplatz lag – weitab von den Ländereien Sutters – etwa 60 Kilometer nordöstlich von Fort Sutter auf der Gemarkung der heutigen Ortschaft Coloma am American River. Die Wahl des abgelegenen Standortes wurde von den Nachbarn europäischer Abstammung mit Unverständnis wahrgenommen, aber niemand störte sich an der unautorisierten Nutzung eines Geländes in der Wildnis. Nach Aussagen von Marshall hatten er und Sutter sich mit den lokalen Indianern bereits über die Nutzung des Platzes geeinigt.
Bereits am 28. August und den darauf folgenden Tagen zog der Bautrupp in mehreren Gruppen ins Coloma-Tal. Neben Marshall und der Familie Wimmer gehörten sechs Weiße und 7 Indianer zum Trupp. Die Weißen waren überwiegend Mormonen, die während des Mexikanisch-Amerikanischen Krieges im Mormonenbataillon für die Amerikaner gekämpft hatten. Nach der Demobilisierung wollten sie eigentlich in die Kolonie von Brigham Young in Utah ziehen. Von dort erhielten sie jedoch die Aufforderung, zunächst in Kalifornien zu bleiben, bis man in Utah mehr Menschen mit Lebensmitteln versorgen könne.
Marshall kam vor der restlichen Gruppe im Coloma-Tal an, um den genauen Standort der Mühle in dem bisher nur grob bestimmten Baugebiet festzulegen. Die Arbeiten wurden Anfang September 1847 begonnen und im Herbst und Winter fortgesetzt. Beim Bau des Kanals wurden auch Sprengmittel eingesetzt. Es kam öfter zu Veränderungen in der Mannschaft, und nach etwa einem Monat trafen weitere Mormonen ein, darunter auch William Bigler und Azariah Smith, deren Tagebücher später auch Zeugnis über den ersten Goldfund ablegten.

### Nach dem Goldfund
Der Bau der Sägemühle war vorangeschritten, und es wurde Ende Januar 1848 insbesondere an der Vertiefung des Ablaufkanals gearbeitet. Hierbei fand Marshall erstmals am 24. Januar 1848 Gold, wobei er sich nicht sicher war, ob es sich tatsächlich um Gold handelte. In den Folgetagen wurden jeweils weitere Funde im Ablaufkanal gemacht, der nachts jeweils geflutet wurde. Am 28. Januar 1848 kam Marshall mit dem ersten Goldfund zu Sutter nach Fort Sutter, wo man nach einigen Tests zum Ergebnis kam, dass es sich tatsächlich um Gold handeln musste. Sutter besuchte den Fundort am 2. Februar und vereinbarte mit Marshall und den Arbeitern, den Fund mindestens einige Wochen geheim zu halten, damit das Sägewerk und die Getreidemühle bei Sutter's Fort noch fertiggestellt werden konnten.
|  | 27. August 1847  | Partnerschaft zwischen Marshall und Sutter zum Bau und Betrieb des Sägewerkes                     |
|  | 28. August 1847  | Aufbruch des Bautrupps von Sutter's Fort nach Coloma                                              |
|  | 24. Januar 1848  | Marshalls erster Goldfund                                                                         |
|  | 28. Januar 1848  | Marshall berichtet Sutter in Sutter's Fort                                                        |
|  | 13. März 1848    | Das Sägewerk ist betriebsbereit                                                                   |
|  | 5. Dezember 1848 | US-Präsident James K. Polk gibt in einer Botschaft an den Kongress den Goldfund offiziell bekannt |
|  | Dezember 1848    | Sutter verkauft seinen Anteil an der Mühle                                                        |
|  | 1853             | Sutter's Mill stellt den Betrieb ein                                                              |
|  | 1857             | vom Mühlenhaus ist nichts mehr sichtbar                                                           |
|  | 1867             | der Fluss hat die gesamte Anlage mit Geröll überspült und zugeschüttet                            |
|  | 1947             | Ausgrabungen zeigen Fundamente der Mühle                                                          |
|  | 20. Januar 1968  | Einweihung des ersten Nachbaus                                                                    |
|  | 24. Januar 2014  | Grundsteinlegung für den 2. Nachbau                                                               |

Mit den lokalen Nisenan-Indianern schlossen Sutter und Marshall nun einen formalen Vertrag, der die bereits im August getroffenen Abmachungen fixieren sollte. Gegen jährliche Warenlieferungen im Wert von 200 Dollar durften sie drei Jahre lang das Gebiet nutzen und Gold abbauen. Sutter kehrte zu seinem Fort zurück und sandte am 8. Februar Bennett zum amerikanischen Militärgouverneur von Kalifornien, Richard Barnes Mason, um das Land nach amerikanischem Recht für sich zu sichern, was aber nicht gelang.
In Coloma wurde tatsächlich weiter gebaut und nur in der Freizeit Gold gesucht. Das Wasserrad und die Sägeeinrichtung wurden aufgebaut sowie der Dachstuhl des Mühlebaus errichtet. Am 11. März erfolgte ein erster Test des Sägewerkes und am 13. März meldete Marshall die Fertigstellung an Sutter und lieferte am 22. März die ersten Bretter nach Fort Sutter.
Die Freizeitgoldsuche beschränkte sich zunächst auf den Auslaufkanal der Mühle, aber am 6. Februar wurde auch am jenseitigen Flussufer Gold gefunden und bis Ende Februar dehnte sich das Suchgebiet flussabwärts aus. Ab 14. Februar verbreitete sich die Nachricht vom Goldfund von Sutter's Fort bis San Francisco, wo insbesondere einer der führenden Mormonen Kaliforniens, Samuel Brannan, die Nachricht verbreitete und in großem Umfang Ausrüstungsgegenstände für Goldgräber aufkaufte, mit deren Verkauf er dann ein gutes Geschäft machte. Am 8. April beendeten einige Mormonen ihr Arbeitsverhältnis bei Sutter, da sie – wie versprochen – das Sägewerk fertiggestellt hatten. Nun wollten sie sich voll der Goldsuche widmen. Anfang März hatten zwei Mormonen auf dem Rückweg von Coloma nach Fort Sutter bereits auf halbem Weg eine weitere Fundstelle entdeckt. Hier sammelten sich nun im April zunehmend mehr Mormonen und die Stelle wurde bekannt als Mormon Island. Marshall betrieb das Sägewerk zunächst mit einer kleinen Mannschaft weiter, aber Mitte Mai war es mangels Arbeitskräften schon stillgelegt, da Sam Brannan ein Geschäft in Coloma errichtete und die Bretter dafür von der Schiffslandestelle in Sutter's Fort mit Wagen nach Coloma gefahren werden mussten. Auch Sutter eröffnete hier mit Partnern ein Geschäft.
Die Mormonen verließen am 26. Juni Kalifornien und zogen nach Salt Lake City. Jeder hatte lediglich Gold im Wert von ein paar Hundert Dollars gefunden.
Anfang Juli besuchten Gouverneur Mason und sein Adjutant William T. Sherman die Goldfelder. Am 30. August sandte Mason seinen Bericht mit Goldproben per Boten an Präsident Polk. Der Bote kam per Schiff erst im November 1848 an der amerikanischen Ostküste an. US-Präsident James K. Polk gab in einer Botschaft an den Kongress den Goldfund offiziell bekannt und nun machten sich zu Lande und zu Wasser Tausende auf die Reise nach Westen.
Im Dezember 1848 verkaufte Sutter seinen Anteil am Sägewerk an John Winters und Alden S. Bayley. Marshall blieb zwar Teilhaber, verkaufte aber auch ein Drittel seiner Hälfte.
Bis Mai 1849 arbeitete die Sägemühle Tag und Nacht. Dann kam es zu einer Unterbrechung wegen Holzmangels. Der Betrieb wurde später wieder aufgenommen und bis 1853 fortgeführt.
Der Bedarf an Bauholz war aufgrund der starken Zuwanderung erheblich angestiegen und es waren gute Preise zu erzielen. Andererseits hatten eine ganze Anzahl von Goldgräbern aufgrund geringer Funde und mühevoller Arbeit schon den Weg zurück in eine normale Beschäftigung gesucht, da auch hier die Löhne hoch waren. Betrieben wurde das Sägewerk von der Firma Messrs. Winters, Bayley & Marshall. 1853 war der Höhepunkt des Goldrausches in Coloma bereits vorüber und das Sägewerk wurde nicht mehr genutzt und zerfiel. Bruchstücke des Gebäudes wurden zu Souvenirs verarbeitet. Bereits auf Abbildungen von Coloma, die 1857 erstellt wurden, ist von Sutter's Mill nichts mehr zu sehen und 1867 überflutete der American River das Gelände und die Reste wurden durch Geröll verschüttet.

## Die Anlage

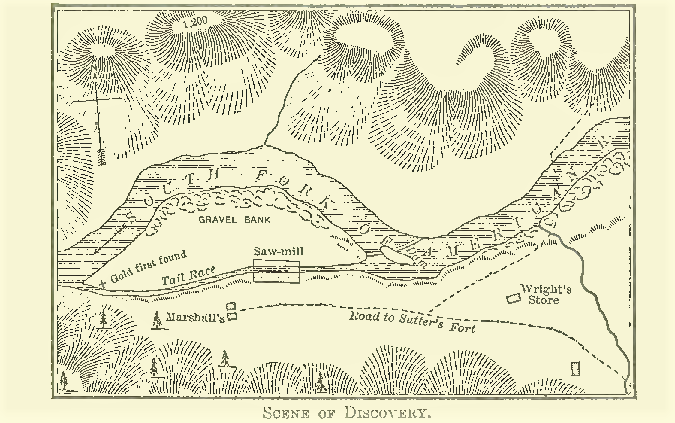
Kartenskizze mit der Lage der Sägemühle und deren Bestandteilen (In Flussrichtung von rechts nach links: Damm, Zulaufkanal, Mühle, Ablaufkanal=tail race)

Sutter's Mill war eine Wassermühle mit einem unterschlächtigen Wasserrad. Das zum Antrieb benötigte Wasser wurde durch einen Damm vom Fluss in den Zulaufkanal geleitet und nach dem vertikalen Mühlrad durch den Ablaufkanal wieder dem Fluss zugeführt. Um den Kanal kurz und gerade führen zu können, wählte Marshall als Standort für das Sägewerk eine Stelle in der Nähe einer Biegung des Flusses, die dann durch den Kanal abgeschnitten wurde.
Der eigentliche Mühlenbau hatte eine Grundfläche von 6 × 18 Meter. Für die Arbeiter wurde eine mit Schindeln gedeckte Blockhütte errichtet in der zunächst die Familie Wimmer und die Mormonen wohnten – Marshall erhielt eine eigene Hütte. Mitte Januar bauten die Mormonen eine eigene Hütte, da es zu Unstimmigkeiten mit Frau Wimmer kam, die für den ganzen Trupp kochte – hier richtete Sutter einige Monate später sein Ladengeschäft ein.

## Marshall Gold Discovery State Historic Park

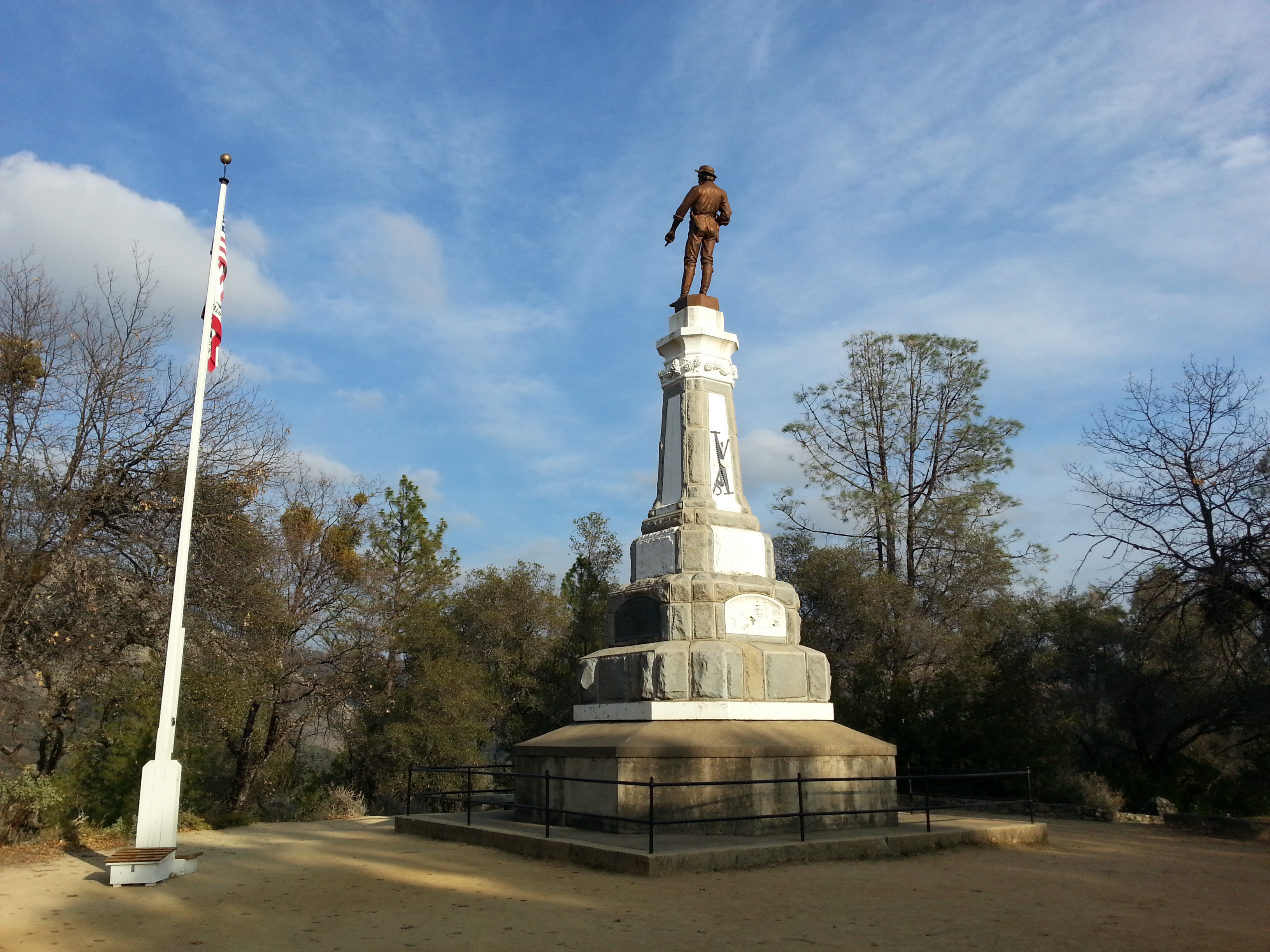
Marshall Monument im Marshall Gold Discovery State Historic Park

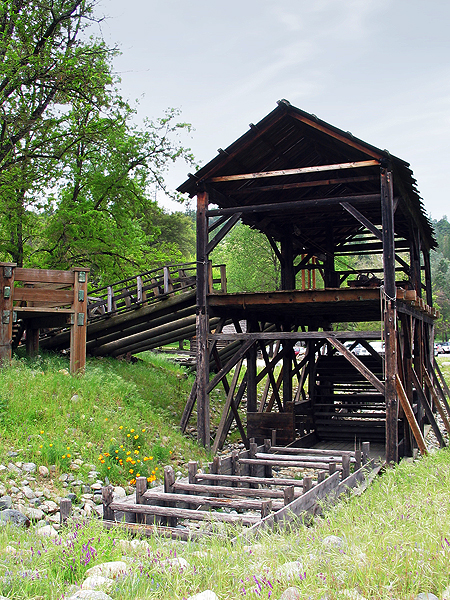
Rekonstruktion der Sägemühle

Marshall war 1885 verarmt gestorben und wurde in Coloma begraben. Bereits seit 1887 bemühten sich die Native Sons of the Golden West um die Errichtung eines Denkmals für Marshall.
Am 3. Mai 1890 wurde schließlich auf einem Hügel südlich des Ortes ein Denkmal für den verstorbenen Marshall errichtet. Die Statue zeigt mit dem Finger auf den ersten Fundort des Goldes. Im Spätsommer 1924 wurden bei Niedrigwasser Teile des ehemaligen Damms sichtbar und bei Ausgrabungen wurden die Fundamente des Mühlenhauses freigelegt und durch ein steinernes Denkmal markiert. 
Im Vorfeld des 100-jährigen Jubiläums des Goldfundes erwarb der Staat Kalifornien 1942 das Gelände. 1945 wurde das 1924 errichtete steinerne Monument renoviert und 1947 ergab eine archäologische Untersuchung den genauen Standort und Details der ursprünglichen Sägemühle. 1961 wurde etwas südlich des Fundortes das Gold Rush Museum eröffnet.
Ein erster Nachbau der historischen Sägemühle wurde von 1965 bis 1967 erbaut und 1968 eingeweiht. Aufgrund der Schäden an diesem Nachbau und neuer Erkenntnisse über den historischen Bau wurde der erste Nachbau abgebrochen und 2014 der Grundstein für den zweiten Nachbau gelegt.
Das 1924 errichtete Monument (Gold discovery site) ist seit 1955 eine California Historical Landmark und Teil des Marshall Gold Discovery State Historic Park, der auch ein National Historic Landmark District ist und im
National Register of Historic Places (NRHP) geführt wird.
Der State Park steht unter der Verwaltung der California State Parks. Dort gibt es neben einem kleinen Museum zur Geschichte des Ortes und des Goldrausches, einem funktionstüchtigen Nachbau des Sägewerkes und mehreren historischen Bauten die Möglichkeit für Besucher, selbst Gold zu waschen.

## Sutter's Mill Meteorite
Nach Sutter's Mill wurde der Meteorit Sutter’s-Mill-Bolide benannt, der am 22. April 2012 über Nevada und Kalifornien beobachtet wurde. Bruchstücke des Meteoriten wurden nahe Sutter's Mill auf einer Pferdeweide beim Henningsen Lotus Park gefunden. Die Analyse der Bruchstücke ergab außergewöhnliche Ergebnisse, wie den relativ großen Anteil an Diamanten.